# نيك أوقستو
نيك أوقستو (بالإنجليزية: Nick Augusto)‏ هو موسيقي أمريكي، ولد في 4 أغسطس 1986 في فورت لودرديل في الولايات المتحدة.

## وصلات خارجية
- الموقع الرسمي